# Ypsolopha heteraula
Ypsolopha heteraula là một loài bướm đêm thuộc họ Ypsolophidae. Loài này có ở Bắc Mỹ.